# 安德雷塔
安德雷塔（義大利語：Andretta），是意大利阿韦利诺省的一个市镇。总面积43.61平方公里，人口2103人，人口密度48.2人/平方公里（2009年）。ISTAT代码为064003。